# 彼得·普赫尔
彼得·普赫尔（1974年8月12日—），斯洛伐克男子冰球运动员，场上位置是前锋。他曾代表斯洛伐克国家队参加1998年冬季奥林匹克运动会冰球比赛，获得第10名。